# Ryszard Kłyś
Ryszard Kłyś (ur. 13 stycznia 1928 w Bursztynie, zm. 1 lutego 2004 w Krakowie) – polski prozaik i scenarzysta filmowy.

## Życiorys
Ukończył kursy maturalne. Od 1941 r. mieszkał w Krakowie. W czasie wojny był żołnierzem Armii Krajowej. W latach 1946–1947 był więziony przez bezpiekę. Opuścił więzienie amnestionowany na mocy ustawy. Debiutował na łamach tygodnika „Życie Literackie” jako prozaik. W 1953 podpisał rezolucję ZLP w sprawie procesu krakowskiego. Od 1954 r. był redaktorem Wydawnictwa Literackiego, w latach 1955–1958 zaś redaktorem miesięcznika „Ziemia Kielecka”. Na przełomie lat 50. i 60. XX w. związany był z grupą poetycką Muszyna. Od 1960 roku należał do PZPR. Był też długoletnim kierownikiem literackim Zespołu Filmowego „Silesia”. Otrzymał w 1976 r. nagrodę miasta Krakowa. W czasach PRL był odznaczony również Złotym Krzyżem Zasługi i odznaką Zasłużony Działacz Kultury.

## Twórczość
- Ostatnie słowo ma człowiek
- Droga do Edenu
- Kakadu
- Cmentarni goście
- Anioły płakać będą
- Zabijcie czarną owcę (ekranizacja pod tym samym tytułem)
- Bengoro